# كابودريسي
كابودريسي، (بالإنجليزية: Capodrise)‏، (كامبانيا:Caputrìsë)، هي بلدة صغيرة و(بلدية) في مقاطعة كازيرتافي إقليم كامبانيا الإيطالي، وتقع على بعد حوالي 25 كم (16 ميل) شمال نابولي، وحوالي 3 كيلومترات (2 ميل) جنوب غرب كازيرتا.

## السكان
في سنة 1861 بلغ عدد السكان 2٬788 نسمة، وتطور العدد ليصل في سنة 2011 لـ 9٬773 نسمة.
يظهر هذا المخطط البياني تطور النمو السكاني لـ كابودريسي